# NGC 6828
NGC 6828 est un amas ouvert situé dans la constellation de l'Aigle. Il a été découvert par l'astronome germano-britannique William Herschel en 1788.
La taille apparente de l'amas est de  6 minutes d'arc, ce qui, compte tenu de la distance égale à environ 2 803 pc (∼9 140 al) et grâce à un calcul simple, équivaut à une taille réelle de 16,0 al années-lumière.
Les sources consultés ne donnent aucune classification pour cet amas. D'ailleurs, le professeur Seligman et Wolfgang Steinicke considèrent qu'il s'agit d'un groupe d'étoiles et non d'un amas ouvert.